# Compass Airlines
La Compass Airlines LLC era una compagnia aerea regionale statunitense con sede all'aeroporto Internazionale di Minneapolis-Saint Paul-Wold-Chamberlain, Minnesota. Fino al 16 dicembre 2009 aveva sede in un'area della Contea di Fairfax, Virginia. Il 2 maggio 2007, la società iniziò a volare con un solo aereo, un Bombardier CRJ200LR, impiegato nei colori Northwest Airlink (ora Delta Connection), con un collegamento da Minneapolis a Washington. Il successivo 21 agosto l'aerolinea iniziò ad utilizzare due Embraer 175 in una configurazione a 76 passeggeri espandendo la flotta a 36 esemplari fino al dicembre 2008. Compass ha cessato le operazioni il 5 aprile 2020 adducendo la riduzione della domanda di viaggio derivante dalla pandemia di COVID-19.

## Storia

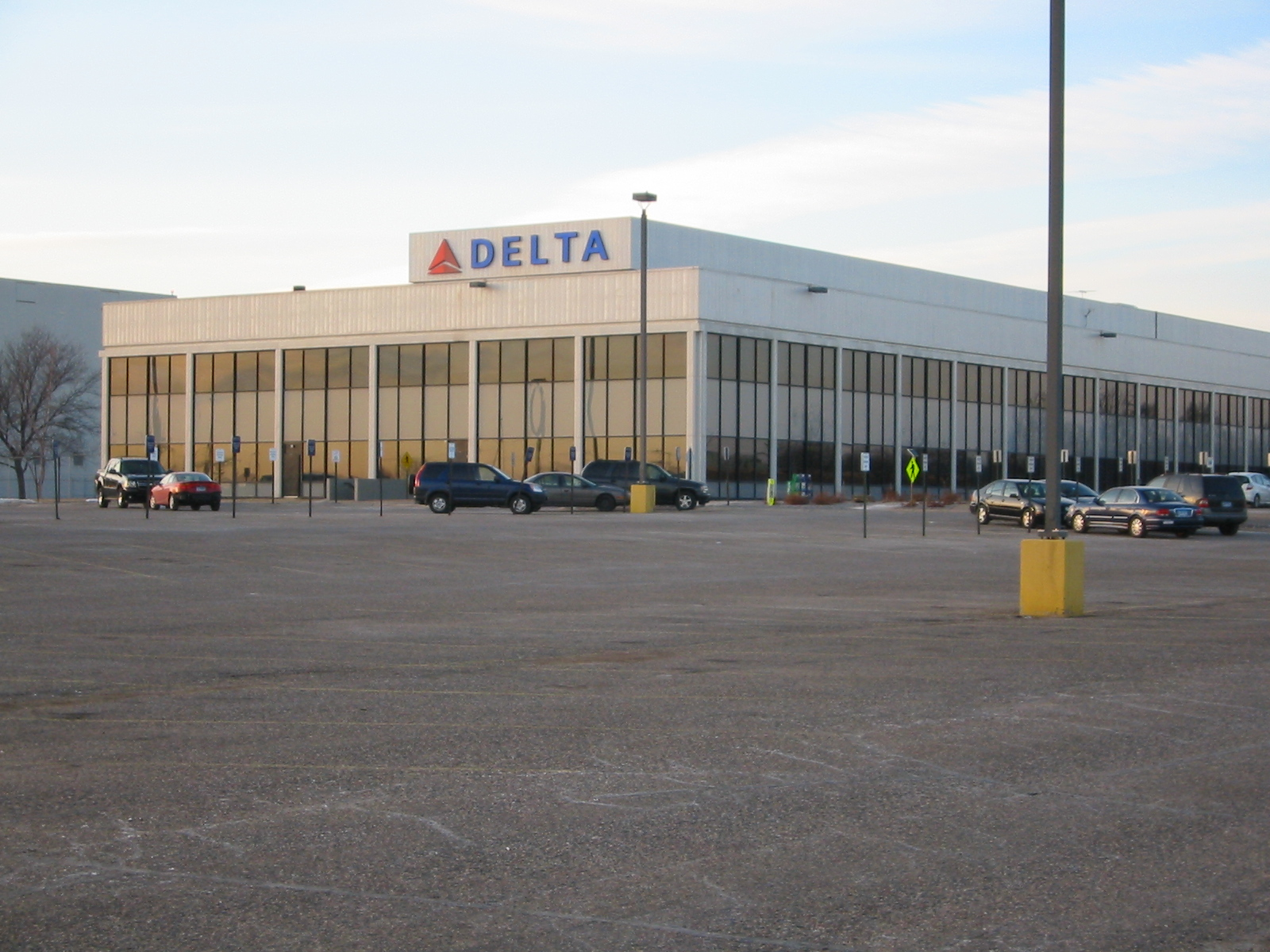
La sede dell'azienda, il Delta Air Lines Building C nell'Aeroporto Internazionale Wold-Chamberlain di Minneapolis-Saint Paul-.

Compass Airlines fu costituita a seguito di una controversia tra Northwest Airlines ed alcuni suoi piloti aderenti al sindacato ALPA (Air Line Pilots Association). Il gruppo di piloti era stato invitato ad aiutare a modificare una parte dell'accordo di lavoro degli stessi che salvaguardava l'occupazione garantendo che i passeggeri, entro un certo numero, fossero trasportati solo dal personale della compagnia stessa. I piloti accettarono che, in caso di velivoli con capienza massima per 76 passeggeri, essi potessero essere affidati a piloti alle dipendenze di una compagnia aerea terza. In cambio di questa concessione, i piloti di chiesero che i colleghi di questa potessero spostarsi verso Northwest e viceversa nel caso la società madre li avesse dovuti congedare.

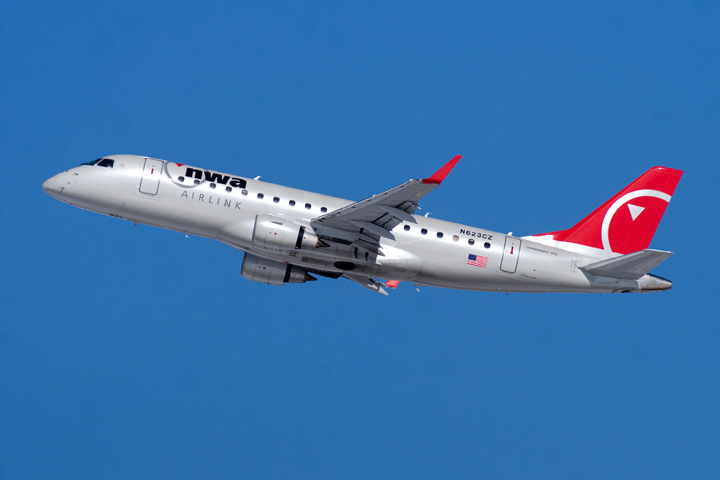
Ex Embraer 175 nei colori Northwest Airlink.

Per onorare l'accordo, il 10 marzo 2006 Northwest Airlines acquistò il certificato di operatore aereo della fallita Independence Air per 2 milioni di dollari. Durante la fase concettuale la nuova aerolinea fu denominata "NewCo". Il 28 settembre Compass Airlines ricevette ufficialmente l'approvazione dal Dipartimento dei Trasporti degli Stati Uniti d'America alle operazioni di volo. Il 5 aprile del 2007 fu ottenuta la certificazione FAA ai  voli di linea utilizzando un Bombardier CRJ200LR. Il 2 maggio fu effettuato il primo volo dall'aeroporto Internazionale di Washington-Dulles all'aeroporto Internazionale di Minneapolis-Saint Paul-Wold-Chamberlain. Il 21 agosto Compass cominciò a ricevere i bigetti regionali Embraer.
Il 1º luglio 2010, Delta Air Lines (che nel 2008-2009 aveva assorbito Northwest Airlines) vendette la proprietà a Trans States Holdings per 20.5 milioni di dollari. Nonostante il cambio, Compass manteneva ancora molti legami con la ex compagnia madre inclusi l'utilizzo del software RADAR per programmare i turni del personale di volo, la sede in un edificio di proprietà di Delta Air Lines e il logo che altro non era che una modifica di quello Northwest Airlines.
Il 27 marzo 2015, Compass iniziò a operare per conto del marchio American Eagle con 20 Embraer E175 di nuova consegna effettuando il primo volo dall'aeroporto Internazionale di Los Angeles all'aeroporto Intercontinentale di Houston-George Bush. Compass Airlines aveva basi di manutenzione a Phoenix, San Jose, Los Angeles, San Francisco e Seattle-Tacoma.
Nel gennaio 2020, la società annunciava che avrebbe chiuso la base di Phoenix. Il mese successivo, divulgava una nota ai dipendenti che anche la base di Seattle-Tacoma sarebbe stata chiusa. Era l'inizio della fine. In marzo, a causa della riduzione della domanda per la pandemia di Coronavirus, Compass annunciò che avrebbe cessato le operazioni il 7 aprile. Il volo finale fu l'American Eagle 6047 da Tulsa, Oklahoma, a Los Angeles, California, il 5 aprile.
La compagnia aerea avrebbe dovuto essere acquisita da Breeze Airways, transazione successivamente annullata.

## Flotta

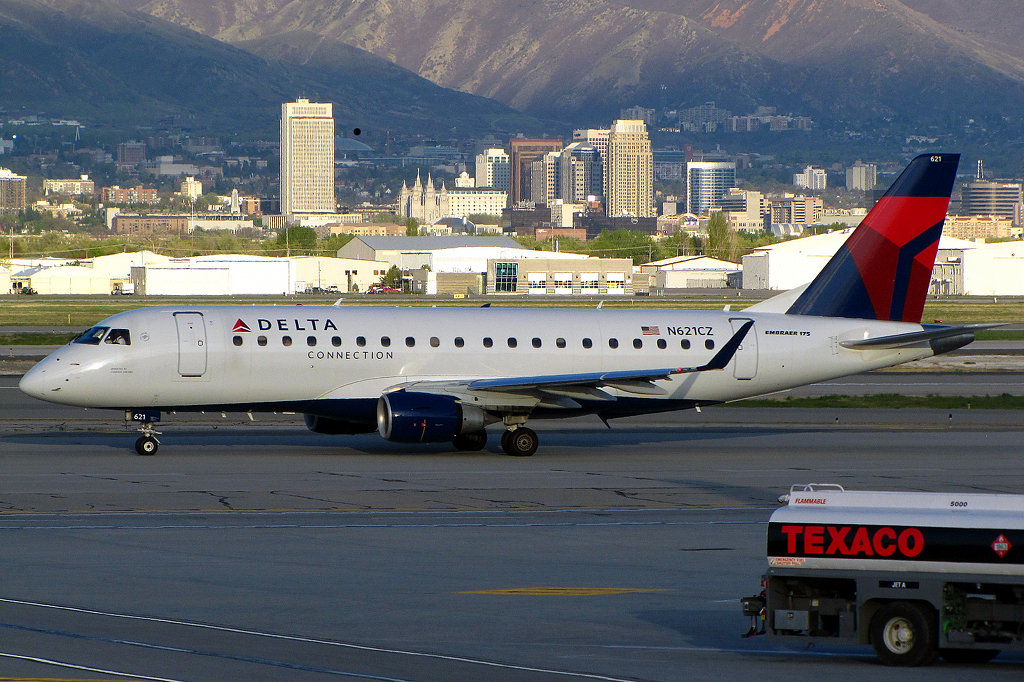
Un Embraer 175 nei colori Delta Connection nell'Aeroporto Internazionale di Salt Lake City.

Ne marzo 2017 la flotta di Compass Airlines risultava composta dai seguenti aeromobili:

## Incidenti
- In data 8 maggio 2008 il volo Compass Airlines 2040 in volo verso Regina da Minneapolis con 74 passeggeri e 4 membri dell'equipaggio a bordo venne costretto ad atterrare a Fargo in seguito ad un incendio verificatosi in uno dei bagni dell'aereo. L'aeromobile atterrò alle 23 con nessun ferito segnalato. Una settimana dopo l'incidente un assistente di volo è stato accusato di aver appiccato il fuoco a bordo.[13] L'assistente di volo si dichiarò non colpevole ma prima del processo è fuggito in Messico. Venne arrestato il 5 aprile 2011 ed è stato estradato per essere processato.[14] Il 6 dicembre 2011 venne condannato a sette anni di prigione.[15]
- Il 15 novembre 2010 il volo Compass Airlines 5887 in volo verso Missoula da Minneapolis con 76 passeggeri e 4 membri dell'equipaggio a bordo venne costretto a ritornare a Minneapolis in seguito a danni ingenti causati da un bird strike. L'aeromobile atterrò 22 minuti dopo il decollo e non ci sono feriti segnalati.[16]